# تاريخ الروبية

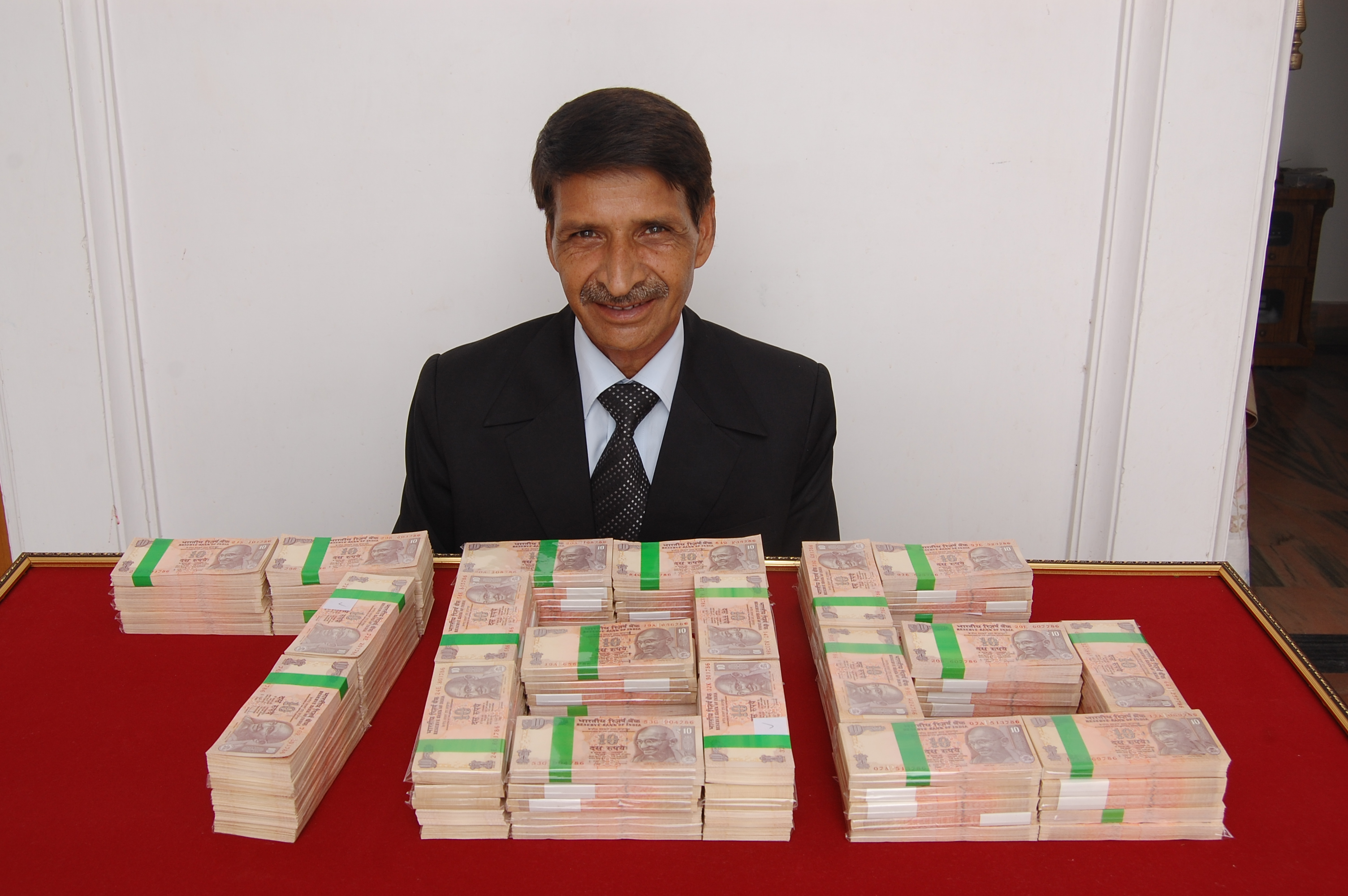
فيناي بهاناوات 786 مجموعة أوراق العملات الهندية الأرقام القياسية العالمية الهند - راجاستان.

يعود تاريخ الروبية إلى شبه القارة الهندية القديمة. ذكر الفيلسوف بانيني الروبية فيما يُعتبر أقرب إشارة في نص عن العملات المعدنية. استُخدم المصطلح في شبه القارة الهندية للإشارة إلى العملة النقدية.
تُشتق كلمة روبية من أصل سنسكريتي، وتعني «الفضة المشغولة»، وربما كذلك شيء مختوم بصورة أو عملة. كصفة، تعني الكلمة «جميل»، ومعناها الأكثر تحديدًا هو «مختوم، مذهول»، ومنه «عملة». وهو مشتق من كلمة روبا الهندية والتي تعني «الشكل والتشابه والصورة».
ذكر تشانكيا، رئيس وزراء إمبراطور ماورا الأول تشاندراغبت موريا (340- 290 قبل الميلاد)، في بحثه أرثاساسترا العملات المعدنية الفضية باسم روبياروبا، ويرد ذكر أنواع أخرى بما في ذلك العملات المعدنية الذهبية (سوفارنروبا) والعملات النقدية النحاسية (تامراروبا) والعملات الرصاصية (سيساروبا). تعني كلمة روبا الهيئة أو الشكل.
وفقًا لسجلات تانغ العظيمة في المناطق الغربية، لم يكن هناك نظام نقدي ثابت في بعض الأوقات.
استحدث الإمبراطور شير شاه صوري، خلال فترة حكمه التي دامت خمس سنوات من 1540 إلى 1545، إدارة مدنية وعسكرية جديدتين، وأصدر عملة من الفضة تزن 178 من الحبوب، وأطلق عليها اسم روبيا. أصدر حاكم المغول عملات نقدية تكرم الآلهة الهندوسية في 1604-1605.
صُنعت العملات النقدية التي تصور رام وسيتا من الفضة والذهب، وانتهت عملية السك عقب وفاة أكبر في عام 1605.
استمر استخدام العملة الفضية أثناء فترة المغول وعصر إمبراطورية ماراثا وكذلك في الهند البريطانية. من أوائل صانعي الروبيات الورقية بنك الهندوستان (1770-1832) والبنك العام للبنغال وبيهار (1773-1775، الذي أسسه وارين هاستينغز) وبنك البنغال (1784-1791).
كانت الروبية الهندية عملة مصنوعة من الفضة خلال معظم القرن التاسع عشر، وكان لذلك عواقب وخيمة على القيمة القياسية للعملة، إذ اعتمدت الاقتصادات الأقوى على غطاء الذهب. خلال الحكم البريطاني، والعقد الأول من الاستقلال، جرى تقسيم الروبية إلى 16 آنة. قُسّمت كل آنة إلى 4 بيسة. وعلى ذلك، كانت قيمة الروبية الواحدة تساوي 64 بيسة و192 باي، وكانت البيسة الواحدة تساوي 3 باي في عام 1957، حدث النظام العشري وقُسمت الروبية إلى 100 ناي بيس (البيسة الجديدة الهندية/الأردية). بعد بضع سنوات، جرى الاستغناء عن استخدام الناي الأولية.
خلال سنوات عديدة من أوائل القرن العشرين ومنتصفه، كانت الروبية الهندية العملة الرسمية في العديد من المناطق الخاضعة لحكم البريطانيين الذين حكموا من الهند، ومناطق مثل شرق أفريقيا وجنوب شبه الجزيرة العربية والخليج الفارسي.

## الاستخدامات الأولى
تُشتق كلمة روبية من أصل سنسكريتي، وتعني «الفضة المشغولة»، وربما كذلك شيء مختوم بصورة أو عملة. كصفة، تعني الكلمة «جميل»، ومعناها الأكثر تحديدًا هو «مختوم، مذهول»، ومنه «عملة». وهو مشتق من كلمة روبا الهندية والتي تعني «الشكل والتشابه والصورة».
كان بانيني يستخدم الروبيا لتعني الجميل أو المختوم. ينطبق المعنى الثاني على العملة، توسّع كاسيكاكارا على هذا، فتُسمى العملات المختومة دينارا وكيدارا وكارشابانا. ذكر باتانجالي مصطلح روباتاراكا في إشارة إلى من يفحصون عملات كارشابانا. يستخدم سِفر مكتوب بلغة بالي مصطلح ماشاكا-روبا، وترمز كلمة ماشاكا إلى كارشابانا. لم يعد المصطلح يستخدم كثيرًا للإشارة إلى عملة معدنية في حقبة لاحقة. في وقائع الراجاتارانجيني، استُخدم مصطلح روباكا للعملات المعدنية الذهبية، وأُطلق عليها اسم سفارنا- روباكاس. تسمي قصص كاثاساريتساغارا عملات الدينار الذهبية سفارنا- روباكاس.
ذكر تشانكيا، رئيس وزراء إمبراطورو ماورا الأول تشاندراغبت موريا (340- 290 قبل الميلاد)، في بحثه أرثاساسترا العملات المعدنية الفضية باسم روبياروبا، ويرد ذكر أنواع أخرى بما في ذلك العملات المعدنية الذهبية (سوفارنروبا) والعملات النقدية النحاسية (تامراروبا) والعملات الرصاصية (سيساروبا). تعني كلمة روبا الهيئة أو الشكل.
وفقًا لسجلات تانغ العظيمة في المناطق الغربية، لم يكن هناك نظام نقدي ثابت في بعض الأوقات.
استحدث الإمبراطور شير شاه صوري، خلال فترة حكمه التي دامت خمس سنوات من 1540 إلى 1545، إدارة مدنية وعسكرية جديدتين، وأصدر عملة من الفضة تزن 178 من الحبوب، وأطلق عليها اسم روبيا. استمر استخدام العملة الفضية أثناء فترة المغول وعصر إمبراطورية ماراثا (1674- 1818) وكذلك في الهند البريطانية.

## سك النقود منذ العهد البريطاني
استحدثت المستوطنات البريطانية في الهند الغربية وجنوب الهند والمقاطعة الشرقية من البنغال (كلكتا) عملات مختلفة بشكل مستقل وبما يتفق مع القبول المحلي للعملات المعدنية لأغراض التجارة.
هناك العديد من القطع النقدية المزيفة لشركة الهند الشرقية، والتي تُصوّر فيها الآلهة الهندية على الوجه الآخر كما هو موضح في شريط جانبي. تُظهر القطع النقدية الأصلية لشركة الهند الشرقية شعار النبالة لشركة الهند الشرقية.
طُورت العملات المعدنية من البنغال على نمط المغول بينما كانت عملات مدراس في الغالب على نمط الجنوب الهندي. طُورت عملات الهند الغربية الإنجليزية على النمط المغولي فضلًا عن الأنماط الإنجليزية. لم يحصل البريطانيون إلا في عام 1717 على إذن من الإمبراطور جلال الدين محمد فرخ سير بسك أموال المغول في دار سك بومباي. سميت العملات الذهبية البريطانية كارولينا، والعملات الفضية أنجلينا، والعملات النحاسية كوبرون، وعملات القصدير تيني. بحلول مطلع عام 1830، أصبح البريطانيون القوة المهيمنة في الهند. نص قانون سك العملة لعام 1835 على العملة الموحدة في جميع أنحاء الهند. حملت العملات النقدية الجديدة صورة ويليام الرابع على أحد الوجهين والقيمة على الوجه الآخر باللغتين الإنجليزية والفارسية. كانت العملات النقدية الصادرة بعد عام 1840 تحمل صورة الملكة فيكتوريا. صدرت أول عملة أثناء الحكم الملكي في عام 1862 وفي عام 1877، حصلت الملكة فيكتوريا على لقب إمبراطورة الهند. توسعت نسبة الفضة الذهبية خلال الفترة 1870-1910. على عكس الهند، اعتمدت حكومة بريطانيا الاستعمارية على غطاء الذهب. لاستيفاء التكاليف الوطنية (أي الإنفاق في إنجلترا) كان لزامًا على الحكومة الاستعمارية أن تحوِّل عددًا أكبر من الروبيات، ما استلزم زيادة في الضرائب والاضطرابات.
أدى اعتلاء الملك-الإمبراطور جورج الخامس العرش في عام 1911 إلى استحداث «روبية الخنزير» المشهورة. ظهر الملك على العملة وهو يرتدي سلسلة وسام الفيل الهندي. بسبب النقش الضعيف، بدا الفيل وكأنه خنزير. غضب السكان المسلمون وكان لا بد من إعادة تصميم الصورة بسرعة.
أدى النقص الحاد في مخزون الفضة خلال الحرب العالمية الأولى إلى استحداث عملة ورقية من روبية واحدة واثنين ونصف الروبية. أُصدرت العملات الفضية من الفئات الأصغر حجمًا من النحاس بالنيكل. أسفرت الحرب العالمية الثانية عن تجارب في سك العملة استُبدلت فيها الروبية القياسية بسبيكة فضية رباعية. أُصدرت العملات الرباعية الفضية من عام 1940. في عام 1947، استُبدلت هذه العملات بأخرى مصنوعة من النيكل النقي.
استمر سك العملة البريطانية عقب الاستقلال مباشرة. بقي النظام النقدي دون تغيير وتألفت الروبية الواحدة من 64 بيسة، أو 192 باي.
استُحدثت سلسلة الآنة في 15 أغسطس 1950. كانت هذه أول عملية سك تقوم بها جمهورية الهند. استُبدلت صورة الملك بأسد أشوكا. حلت حزمة من القمح محل النمر على عملة الروبية الواحدة. جرى الإبقاء على النظام النقدي الذي تألفت فيه الروبية الواحدة من 16 آنة. استحدث قانون العملة الهندية (المُعدّل) لعام 1955 والذي دخل حيز التنفيذ اعتبارًا من 1 أبريل 1957، سلسلة عشرية. قُسّمت الروبية بموجب القانون إلى 100 بيسة بدلًا من 16 آنة أو 64 بيسة. جرى سك العملات المعدنية، ناي بيس، في فئات 1 و2 و5 و10 و20 و50 ناي بيس. بقيت سلسلة آنة وعملات ناي بيس صالحة لبعض الوقت. منذ عام 1968 وما بعده، سُميت العملات المعدنية الجديدة بيس بدلًا من ناي بيس التي لم تعُد جديدة.
مع تزايد التضخم في ستينيات القرن العشرين، جرى سك العملات الصغيرة المصنوعة من البرونز والنحاس بالنيكل والألومنيوم بالبرونز تدريجيًا باستخدام الألومنيوم. بدأ هذا التغيير مع إدخال عملة بيس جديدة سداسية الشكل. استُحدثت عشرون عملة معدنية في عام 1968 ولكنها لم تكتسب شعبية كبيرة.
لفترة من الزمن، أسفرت اعتبارات متعلقة بالتكلفة والفوائد عن التوقف التدريجي للعملات النقدية 1 و2 و3 في سبعينيات القرن العشرين. واستُحدث عملة مصنوعة من الستانلس ستيل من فئة 10 و25 و50 بيس في عام 1988 وروبية واحدة في عام 1992.

## منذ عام 1947
منذ استقلالها عام ١٩٤٧، اعتُمدت الروبية الهندية عملةً رسميةً في البلاد. وخلال هذه الفترة، وحتى منتصف ستينيات القرن العشرين تقريبًا، كانت الروبية الهندية أيضًا عملةً قانونيةً في الإمارات المتصالحة ، وعُمان ، والبحرين ، والكويت . 

### النظام العشري (خمسينيات القرن العشرين)
تاريخ الروبية الهندية (₹): 
| بلح                              | نظام العملة                          |
| -------------------------------- | ------------------------------------ |
| 1850–1957                        | الروبية = 16 آنة = 64 قطعة = 192 باي |
| من 1 أبريل 1957 إلى 31 مايو 1964 | 1₹ = 100 ناي بيسة                    |
| من 1 يونيو 1964 حتى اليوم        | 1₹ = 100 بيسة                        |

كان سعر 16 آنة يعادل روبية واحدة في عام 1947. وظل الطلب على النظام العشري قائمًا لأكثر من قرن. وحولت سريلانكا روبيتها إلى النظام العشري في عام 1869. وعُدِّل قانون سك العملة الهندي في سبتمبر 1955 لاعتماد نظام عشري للعملات. ودخل القانون حيز التنفيذ اعتبارًا من 1 أبريل 1957.  وظلت الروبية دون تغيير في القيمة والتسمية. ومع ذلك، فقد قُسِّمَت الآن إلى 100 " بيسة " بدلاً من 16 آنة أو 96 بيسة أو 64 بايس . وللاعتراف العام، سُمِّيَت البايسا العشرية الجديدة "نايا بايسا" حتى 1 يونيو 1964 عندما أُسقِط مصطلح "نايا". كما ذكرت عملات تلك الفترة قيمتها من حيث الروبية لتجنب الالتباس والغش. على سبيل المثال، كانت عملة البيسة الواحدة تحمل النص " एक रुपये का सौंवा भाग" (جزء من مائة روبية واحدة).

### الأزمة الاقتصادية عام 1966
بدأت العملة الهندية بانخفاض قيمتها عام ١٩٤٩ نتيجةً لانخفاض قيمة الجنيه الإسترليني . ولكن، نظرًا لأن تجارة الهند كانت في معظمها بالجنيه الإسترليني، لم يُحدث ذلك تأثيرًا يُذكر، كما حدث في الانخفاضين الكبيرين لقيمة الروبية: في عامي ١٩٦٦ و١٩٩١، في مواجهة الأزمة الاقتصادية.
منذ عام 1950، استمرت الهند في تشغيل عجز تجاري زاد في الحجم في الستينيات. علاوة على ذلك، واجهت حكومة الهند مشكلة عجز في الميزانية ولم تستطع اقتراض الأموال من الخارج أو من القطاع الخاص، بسبب معدل الادخار السلبي لهذا القطاع. ونتيجة لذلك، أصدرت الحكومة سندات لبنك الاحتياطي الهندي، مما زاد من المعروض النقدي، مما أدى إلى التضخم. في عام 1966، قُطِعَت المساعدات الخارجية، التي كانت حتى ذلك الحين عاملاً رئيسيًا في منع انخفاض قيمة الروبية، وأُبلغت الهند أنه يتعين عليها تحرير قيودها على التجارة قبل أن تتحقق المساعدات الخارجية مرة أخرى. وكان الرد هو الخطوة غير الشعبية سياسياً المتمثلة في خفض قيمة العملة المصحوبة بالتحرير . علاوة على ذلك، أدت الحرب الهندية الباكستانية عام 1965 إلى قيام الولايات المتحدة ودول أخرى صديقة لباكستان بسحب المساعدات الخارجية للهند، مما استلزم المزيد من خفض قيمة العملة. بلغ الإنفاق الدفاعي في عامي ١٩٦٥/١٩٦٦ نسبة ٢٤.٠٦٪ من إجمالي الإنفاق، وهو أعلى مستوى له في الفترة من ١٩٦٥ إلى ١٩٨٩ (الأسس، ص ١٩٥). ومن العوامل الأخرى التي أدت إلى انخفاض قيمة العملة الجفاف الذي شهده عامي ١٩٦٥/١٩٦٦، والذي أدى إلى ارتفاع حاد في الأسعار.
في نهاية عام ١٩٦٩، كان سعر الروبية الهندية يُتداول عند حوالي ١٣ بنسًا بريطانيًا جديدًا (شلن واحد بنس)، أو ١٨ روبية = جنيه إسترليني واحد. بعد عقد من الزمان، وبحلول عام ١٩٧٩، كان سعرها يُتداول عند حوالي ٦ بنسات بريطانية جديدة (٦ بنسات). وبحلول نهاية عام ١٩٨٩، هبطت الروبية الهندية إلى أدنى مستوى لها على الإطلاق آنذاك، حيث بلغت حوالي أربعة بنسات بريطانية (٤ بنسات). وقد أدى ذلك إلى موجة من الإصلاحات التحريرية غير القابلة للتراجع، بعيدًا عن الإجراءات الشعبوية.

### ما بعد بريتون وودز (سبعينيات القرن العشرين)
اعتمد بنك الاحتياطي الهندي وحكومة الهند تعديلات متعددة على الروبية الهندية في أعقاب صدمة نيكسون عام 1971 واتفاقية سميثسونيان .  تحولت العملة تدريجيًا من نظام القيمة الاسمية إلى نظام مربوط ثم إلى نظام سلة مربوطة بحلول عام 1975. 

### الأزمة الاقتصادية عام 1991
في عام ١٩٩١، كانت الهند لا تزال تعتمد نظام سعر صرف ثابت، حيث كانت الروبية مرتبطة بسلة من عملات شركائها التجاريين الرئيسيين. بدأت الهند تعاني من مشاكل في ميزان المدفوعات منذ عام ١٩٨٥، وبحلول نهاية عام ١٩٩٠، وجدت نفسها في ورطة اقتصادية خطيرة. كادت الحكومة أن تتخلف عن سداد ديونها، ونضبت احتياطياتها من النقد الأجنبي لدرجة أن الهند بالكاد استطاعت تمويل واردات ثلاثة أسابيع. وكما حدث في عام ١٩٦٦، واجهت الهند تضخمًا مرتفعًا وعجزًا كبيرًا في الموازنة الحكومية . مما دفع الحكومة إلى خفض قيمة الروبية.
وفي نهاية عام 1999، انخفضت قيمة الروبية الهندية بشكل كبير.

### إعادة التقييم (العقد الأول من القرن الحادي والعشرين)
في الفترة ما بين عامي 2000 و2007، توقفت الروبية عن الانخفاض واستقرت عند سعر يتراوح بين 44 و48 روبية هندية للدولار الأمريكي الواحد. وفي أواخر عام 2007، وصلت الروبية الهندية إلى مستوى قياسي بلغ 39 روبية هندية مقابل الدولار الأمريكي، بفضل تدفقات الاستثمار الأجنبي المستمرة إلى البلاد. وقد أثار هذا مشاكل لكبار المصدرين وشركات تكنولوجيا المعلومات وشركات التعهيد الخارجي الموجودة في البلاد، والتي تكبدت خسائر في أرباحها نتيجة ارتفاع قيمة الروبية. وقد انعكس هذا الاتجاه مع الأزمة المالية العالمية عام 2008، حيث حوّل المستثمرون الأجانب مبالغ ضخمة إلى بلدانهم. وانعكس هذا الارتفاع في عملات عديدة، مثل الجنيه الإسترليني البريطاني، الذي اكتسب قيمة مقابل الدولار ثم فقد قيمتها مرة أخرى مع ركود عام 2008.

### خفض لقوة العملة عام 2013
بسبب الإصلاحات الراكدة، وانخفاض الاستثمار الأجنبي، بدأت الروبية في الانخفاض في أوائل عام 2013.  وأعلنت الحكومة عن تدابير قبل هذا الانخفاض لمنعها من الانخفاض أكثر، ولكن لم ينجح أي منها في إبطاء الانخفاض.  وبعد استمرار الانخفاض، وارتفاع التضخم، أدلى رئيس وزراء الهند آنذاك، مانموهان سينغ، ببيان في برلمان الهند بشأن هذه القضية. وكان من رأيه أن الانخفاض الحالي يرجع جزئيًا إلى عوامل عالمية بالإضافة إلى عوامل محلية. كما طلب من الأحزاب السياسية مساعدة حكومته في التغلب على الأزمة التي تواجهها البلاد مع فقدان الروبية لقيمتها. 

### إلغاء العملة النقدية في عام 2016
شهد عام ٢٠١٦ إيقاف تداول أوراق النقد من فئتي ٥٠٠ و١٠٠٠ روبية هندية نتيجةً لإلغاء تداول الأوراق النقدية الهندية ، ما أدى إلى طرح ورقتين جديدتين من فئة ٥٠٠ و٢٠٠٠ روبية هندية، في سابقة هي الأولى من نوعها في تاريخ العملة. لاحقًا، صدرت أوراق نقدية جديدة من الفئات القديمة، وهي ١٠، و٢٠، و٥٠، و١٠٠ روبية هندية، مع بقاء الأوراق النقدية القديمة من نفس القيمة سارية المفعول. كما تُطرح حاليًا ورقة نقدية من فئة ٢٠٠ روبية هندية، وهي الأولى من نوعها في تاريخ الروبية الهندية.

### استدعاء العملة لعام 2023
في مايو 2023، بدأ بنك الاحتياطي الهندي بسحب الأوراق النقدية من فئة 2000 روبية من التداول.   ومع ذلك، ستظل الورقة النقدية من فئة 2000 روبية، التي طُرحت في عام 2016، سارية المفعول حتى سبتمبر 2023 وفقًا لبنك الاحتياطي الهندي . أحد الأسباب الرئيسية لسحبها من التداول هو انخفاض معدل استخدامها في اقتصاد السوق الهندي الحالي  وتوقف طباعتها اعتبارًا من عام 2018-2019. 

## الأوراق النقدية

### إصدارات ورقية مبكرة
يمكن تصنيف الأوراق النقدية الصادرة عن بنك البنغال إلى السلاسل الثلاث التالية.
- سلسلة أحادية الوجه : كانت الأوراق النقدية المبكرة لبنك البنغال تُطبع على جانب واحد فقط، وكانت تُصدر على شكل موهور ذهبي واحد وفي فئات 100 روبية، و250 روبية، و500 روبية، وما إلى ذلك.
- سلسلة التجارة : حملت الأوراق النقدية اللاحقة رسمًا صغيرًا يُمثل شخصية أنثوية رمزية تُجسد "التجارة". طُبعت الأوراق النقدية على كلا الجانبين. على الوجه، طُبع اسم البنك والفئات بثلاثة خطوط: ( الأردية ، والبنغالية ، والديوناكرية ). على ظهر هذه الأوراق النقدية، طُبع خرطوشة مزخرفة تحمل اسم البنك.
- سلسلة بريتانيا : بحلول أواخر القرن التاسع عشر، استُبدل شعار "التجارة" بشعار "بريتانيا". وتميزت الأوراق النقدية الجديدة بميزات إضافية لمنع التزوير.

### قضايا الهند البريطانية
منح قانون العملة الورقية لعام ١٨٦١ ‏ الحكومة احتكار إصدار الأوراق النقدية في جميع أنحاء الهند البريطانية الشاسعة، وهي مهمة شاقة. وفي نهاية المطاف، عُهد بإدارة العملة الورقية إلى صكّ العملة، والمحاسبين العامين، ومراقب العملة.
- سلسلة صور فيكتوريا : صدرت أول مجموعة من أوراق الهند البريطانية بفئات 10، و20، و50، و100، و1000 روبية. كانت هذه الأوراق بدون وجه، وتحمل لوحين لغويين. وتضمنت ميزات الأمان العلامة المائية والتوقيع المطبوع وتسجيل الأوراق النقدية.
- سلسلة الطبعة السفلية : طُرحت سلسلة الطبعة السفلية أحادية الوجه عام ١٨٦٧ بعد سحب سلسلة صورة فيكتوريا إثر موجة من عمليات التزوير. صدرت هذه الأوراق النقدية بفئات ٥ روبيات، و١٠ روبيات، و٢٠ روبية، و٥٠ روبية، و١٠٠ روبية، و٥٠٠ روبية، و١٠٠٠ روبية، و١٠٠٠٠ روبية.
- سلسلة جورج الخامس : طُرحت سلسلة تحمل صورة جورج الخامس عام ١٩٢٣، واستمرت كعنصر أساسي في جميع إصدارات العملات الورقية في الهند البريطانية. صدرت هذه الأوراق النقدية بفئات ١ روبية، و٢ روبية. ، 5 روبية، 10 روبية، 50 روبية، 100 روبية، 1000 روبية، و10000 روبية.

### إصدارات بنك الاحتياطي خلال فترة الهند البريطانية
افتُتح بنك الاحتياطي الهندي رسميًا يوم الاثنين الموافق 1 أبريل 1935 بمكتبه المركزي في كلكتا. وقد خولت المادة 22 من قانون بنك الاحتياطي الهندي لعام 1934 البنك بمواصلة إصدار أوراق نقدية لحكومة الهند حتى تصبح أوراقه النقدية جاهزة للإصدار. وأصدر البنك أول ورقة نقدية من فئة خمس روبيات تحمل صورة جورج السادس في عام 1938. وتبع ذلك إصدار فئات 10 روبيات في فبراير و100 روبية في مارس و1000 روبية و10000 روبية في يونيو 1938. ووقع المحافظ الثاني، السير جيمس تايلور ، على الإصدارات الأولى لبنك الاحتياطي. وفي أغسطس 1940، أعيد طرح ورقة الروبية الواحدة كإجراء في زمن الحرب، كعملة حكومية لها وضع عملة الروبية. وخلال الحرب، أنتج اليابانيون نسخًا مزورة عالية الجودة من العملة الهندية. وقد استلزم هذا تغيير العلامة المائية. تم تغيير صورة جورج السادس الجانبية إلى صورته الأمامية الكاملة. أُدخل خيط الأمان لأول مرة في الهند. استمرت سلسلة جورج السادس حتى عام ١٩٤٧، ثم توقفت كسلسلة ثابتة حتى عام ١٩٥٠، عندما صدرت أوراق نقدية بعد الاستقلال.

### قضايا جمهورية الهند
بعد استقلال الهند، أصدرت حكومة الهند ورقة نقدية جديدة من فئة روبية واحدة بتصميم جديد عام ١٩٤٩. في البداية، ساد اعتقاد بأن صورة الملك ستُستبدل بصورة غاندي . ولكن في النهاية، وقع الاختيار على عاصمة الأسد أشوكا ‏ . وكان التصميم الجديد للأوراق النقدية متماشياً إلى حد كبير مع التصميمات السابقة. في عام ١٩٥٣، ظهرت اللغة الهندية بشكل بارز على الأوراق النقدية الجديدة. أدت الأزمة الاقتصادية في أواخر الستينيات إلى تقليص حجم الأوراق النقدية عام ١٩٦٧. أُلغيت الأوراق النقدية ذات الفئات الكبيرة، مثل أوراق ١٠٠٠٠ روبية، من التداول عام ١٩٧٨.
قُدِّمت أول " سلسلة غاندي ‏ " في عام 1996. وتضمنت الميزات الجديدة البارزة علامة مائية معدلة، وخيط أمان منبثق، وصورة كامنة، وميزات النقش الغائر للأشخاص ذوي الإعاقة البصرية.
أُلغي تداول الأوراق النقدية من فئة الخمسمائة (500 روبية) والألف روبية (1000 روبية) بموجب خطاب غير مقرر للأمة من قبل رئيس الوزراء ناريندرا مودي بدءًا من منتصف ليل 8 نوفمبر 2016.  تُستَبدل هذه الأوراق النقدية بسلسلة غاندي الجديدة ‏ من الأوراق النقدية.

## تاريخ التقييم

قيمة الروبية الهندية مقابل الدولار الأمريكي

لم تكن الروبية مساوية للدولار قط. في وقت الاستقلال (عام ١٩٤٧)، كانت عملة الهند مربوطة بالجنيه الإسترليني ، وكان سعر الصرف شلنًا وستة بنسات للروبية - وهو ما يعادل ١٣.٣٣ روبية للجنيه الإسترليني. كان سعر صرف الدولار مقابل الجنيه الإسترليني آنذاك ٤.٠٣ دولار أمريكي للجنيه الإسترليني، مما أعطى في الواقع سعر صرف للروبية مقابل الدولار عام ١٩٤٧ بلغ حوالي ٣.٣٠ روبية.   خُفِّضت قيمة الجنيه الإسترليني عام ١٩٤٩، فتغيرت قيمته من ٤.٠٣ إلى ٢.٨٠. كانت الهند آنذاك جزءًا من منطقة الجنيه الإسترليني، وخُفِّضَت قيمة الروبية في نفس اليوم بنفس النسبة المئوية بحيث أصبح سعر صرف الدولار الجديد في عام 1949 هو 4.76 روبية - وهو السعر الذي ظل عليه حتى خفض قيمة الروبية في عام 1966 ليصل إلى 7.50 روبية للدولار وانتقل الجنيه إلى 21 روبية.  
| سنة              | نسبة الصرف (₹ لكل $) |
| ---------------- | -------------------- |
| 1947             | 3.30                 |
| 1949             | 4.76                 |
| 1966             | 7.50                 |
| 1975             | 8.39                 |
| 1980             | 6.61                 |
| 1985             | 12.38                |
| 1990             | 17.01                |
| 1995 (يناير)     | 37.69                |
| 2000 (يناير)     | 44.31                |
| 2005 (يناير)     | 43.50                |
| 2006 (يناير)     | 46.92                |
| 2007 (يناير)     | 49.32                |
| 2008 (يناير)     | 43.30                |
| 2009 (1 يناير)   | 48.82                |
| 2010 (يناير)     | 46.02                |
| 2011 (1 يناير)   | 44.65                |
| 2012 (1 يناير)   | 53.06                |
| 2013 (1 يناير)   | 54.78                |
| 2014 (1 يناير)   | 61.86                |
| 2014 (15 مايو)   | 59.44                |
| 2014 (12 سبتمبر) | 60.95                |
| 2015 (15 أبريل)  | 62.30                |
| 2015 (15 مايو)   | 64.22                |
| 2015 (19 سبتمبر) | 65.87                |
| 2015 (30 نوفمبر) | 66.79                |
| 2016 (20 يناير)  | 68.01                |
| 2016 (25 يناير)  | 67.63                |
| 2016 (25 فبراير) | 68.82                |
| 2016 (14 أبريل)  | 66.56                |
| 2016 (22 سبتمبر) | 67.02                |
| 2016 (24 نوفمبر) | 67.63                |
| 2017 (28 مارس)   | 65.04                |
| 2017 (28 أبريل)  | 64.27                |
| 2017 (15 مايو)   | 64.05                |
| 2017 (14 أغسطس)  | 64.13                |
| 2017 (24 أكتوبر) | 64.94                |
| 2018 (9 مايو)    | 64.80                |
| 2018 (5 أكتوبر)  | 74.09                |
| 2018 (9 أكتوبر)  | 74.35                |
| 2018 (22 أكتوبر) | 73.66                |
| 2018 (13 نوفمبر) | 72.56                |
| 2018 (4 ديسمبر)  | 70.64                |
| 2019 (6 يناير)   | 69.53                |
| 2019 (12 يناير)  | 70.37                |
| 2019 (1 فبراير)  | 71.44                |
| 2019 (10 يوليو)  | 68.37                |
| 2019 (13 نوفمبر) | 72.15                |
| 2020 (15 يناير)  | 70.72                |
| 2020 (6 مارس)    | 74.00                |
| 2020 (21 أبريل)  | 76.97                |
| 2020 (5 نوفمبر)  | 74.31                |
| 2021 (14 أبريل)  | 75.07                |
| 2021 (22 مايو)   | 72.91                |
| 2021 (12 يونيو)  | 73.23                |
| 2021 (5 أغسطس)   | 74.18                |
| 2021 (7 ديسمبر)  | 75.45                |
| 2022 (5 يوليو)   | 79.27                |
| 2022 (18 يوليو)  | 80.03                |
| 2022 (17 نوفمبر) | 81.62                |
| 2023 (8 يناير)   | 82.52                |
| 2025 (3 فبراير)  | 87.29                |

## قضايا أخرى
في موزمبيق، طُبعت روبيات الهند البريطانية، وفي كينيا، سكّت شركة شرق أفريقيا البريطانية الروبية وكسورها، بالإضافة إلى البِيس. وظلّت تُعرف بالفلورين، باستخدام نفس المعيار، حتى عام ١٩٢٠. في الصومال، سكّت السلطة الاستعمارية الإيطالية "روبية" بنفس المعيار تمامًا، وأطلقت على البايزا اسم "بيسة". استُخدمت روبيات الهند البريطانية في أوائل القرن الثامن عشر في أستراليا لفترة محدودة.
- إصدارات جامو وكشمير : أدخل مهراجا رانبير سينغ العملة الورقية على ورق مائي عام ١٨٧٧. لم تكن هذه الأوراق شائعة، وظلت متداولة لفترة قصيرة جدًا. حملت الأوراق النقدية شعار "الشمس" لعائلة دوجرا .
- قضايا حيدر آباد : بذلت حكومة حيدر آباد عدة جهود لتنظيم المصرفيين من القطاع الخاص لإنشاء شركة مصرفية يمكنها إصدار النقود الورقية. ومع ذلك، قاوم البريطانيون محاولات الولايات الأميرية الهندية لإصدار العملة الورقية. أدى النقص الحاد في الفضة خلال الحرب العالمية الأولى ومساهمات ولاية حيدر آباد في المجهود الحربي البريطاني إلى قبولهم، في عام 1918، للعملة الورقية من فئات ₹10/- و₹100/- الصادرة بموجب قانون عملة حيدر آباد. سُمِّيَت العملة باسم Osmania Sicca (OS). أُصدِرَت أوراق نقدية من فئة الروبية الواحدة والخمس روبيات لاحقًا في عام 1919 وأُصدِرَت أوراق نقدية من فئة ألف روبية في عام 1926. بعد إنشاء مطبعة أوراق العملة الهندية في ناسيك ، بدأت طباعة أوراق حيدر آباد هناك.
- إصدارات بورما : انفصلت بورما عن الهند عام ١٩٣٨؛ ومع ذلك، عمل بنك الاحتياطي الهندي كمصرف لحكومة بورما وكان مسؤولاً عن إصدار الأوراق النقدية بموجب أمر الترتيبات النقدية البورمية لعام ١٩٣٧. في مايو ١٩٣٨، أصدر البنك أوراقًا نقدية بورمية لم تكن قانونية في الهند.
- الإصدارات الهندية الفرنسية : قُدِّمَت الروبية الهندية الفرنسية (FIR) من قبل بنك الهند الصينية الفرنسي في المستعمرات الفرنسية في الهند
- الإصدارات الهندية البرتغالية : كانت الروبية الهندية البرتغالية عملة الهند البرتغالية حتى عام ١٩٥٩. كانت قابلة للتقسيم إلى ١٦ تانغا أو ٩٦٠ ريالاً. في عام ١٩٥٩، اُستُبدِلَت العملة بالإسكودو الهندي البرتغالي ، بسعر روبية واحدة مقابل ٦ إسكودو.
- قضايا الخليج العربي : لسنوات عديدة في أوائل ومنتصف القرن العشرين، كانت الروبية الهندية هي العملة الرسمية في العديد من المناطق التي سيطر عليها البريطانيون وحُكمت من الهند: مناطق مثل شرق إفريقيا وجنوب شبه الجزيرة العربية والخليج العربي . اشترت دول الخليج الروبيات المستخدمة في الخليج العربي من بنك الاحتياطي الهندي ، الذي كان يحتفظ باحتياطيات الجنيه الإسترليني التي اُشتُرِيَت الروبيات بها في الأصل. ومع ذلك، تم تهريب الروبيات الهندية من الهند إلى دول الخليج العربي مقابل الذهب. قُدِّر في عام 1959 أن إجمالي كمية الذهب في أيدي القطاع الخاص في الهند كانت حوالي 1.75 إلى 2 مليار دولار أمريكي. - ما يقارب ثلثي قيمة النقود الورقية المتداولة. وبينما كان امتلاك الذهب والاتجار به داخل الهند قانونيًا، كان استيراده أو تصديره غير قانوني. وقد طرحت الحكومة الهندية الروبية الخليجية، المعروفة أيضًا باسم روبية الخليج الفارسي (PGR)، بديلًا عن الروبية الهندية للتداول خارج البلاد حصريًا بموجب قانون تعديل بنك الاحتياطي الهندي الصادر في 1 مايو 1959. وبعد أن خفضت الهند قيمة الروبية في يونيو 1966، استمرت الدول التي لا تزال تستخدمها - عُمان وقطر وما يُعرف الآن بالإمارات العربية المتحدة (المعروفة باسم الإمارات المتصالحة حتى عام 1971) - في استخدامها. - استبدلت الروبية الخليجية بعملاتها الخاصة. وكانت الكويت والبحرين قد فعلتا ذلك في عامي ١٩٦١ و١٩٦٥ على التوالي.
- قضايا طارئة، حسبما ذكرت الولايات الأميرية : خلال أربعينيات القرن العشرين، عندما كانت دور السك مشغولة للاستخدام خلال الحرب، ساد نقص حاد في العملات المعدنية الصغيرة في جميع أنحاء الهند. أصدرت الولايات الأميرية في غرب الهند، مثل بالوان ، وبيكانير ، وبوندي ، وغوندال ، وإنديرغاده ، وجوناغاده ، وجاسدان ، وكوتش مينغني، ومولي ، ومورفي ، ومانغرول ، وناواناغار ، ونوالغاره ، وباليتانا ، وراجكوت ، وسيلانا، وسايلا ، وفيثالغاده ، "قسائم نقدية" لتغطية هذا النقص.